# Лагос
Ла́гос (англ. Lagos, йоруба Èkó) — портовый город на юго-западе Нигерии. Имея население более 13 миллионов человек и около 21 млн в агломерации, Лагос является крупнейшим городом страны и Африки.
Первоначально Лагос был небольшим поселением народа йоруба, за время европейской колонизации и независимости он стал важнейшим коммерческим центром Нигерии.
Сейчас город занимает практически всю территорию штата Лагос и состоит из большого числа районов, соединённых и разделённых между собой автомагистралями.
Лагос был столицей Нигерии до 12 декабря 1991 года, потом столица была перенесена в город Абуджу.

## Этимология
Лагос был основан субэтнической группой авори народа йоруба в XIII веке. Ими он был назван Око, позже Эко, это название ещё сохранилось на языке йоруба. Португальский исследователь Руй ди Сикейра, посетивший этот район в 1472 году, назвал район вокруг города Лаго-де-Курамо (спокойное озеро), в соответствии с безмятежностью прибрежных вод. И, по одной из версий, позже британский колонизатор лорд Лугард предложил сокращать название до «Лагос», чтобы было проще произносить.
Лагос (в оригинале звучит как «лагуш») означает озёра на португальском, языке первых европейских путешественников, которые посещали регион, когда он был населён племенами авори и бини. От первых контактов с регионом до начала XX века взаимозаменяемо использовалось другое португальское название города, Оним, потом опущенное в пользу Лагоса. Хотя Лагос и переводится как озёра, в окрестностях Лагоса нет озёр, он представляет собой остров. Существует альтернативное объяснение, что Лагос был назван по имени Лагуша в Португалии, морского города, который в то время был главным центром португальских экспедиций к югу вдоль африканскому побережью и чьё собственное имя происходит от кельтского слова Lacobriga. По оценке Е. М. Поспелова, «Лагос» означает лагуны (lagoas).

## История

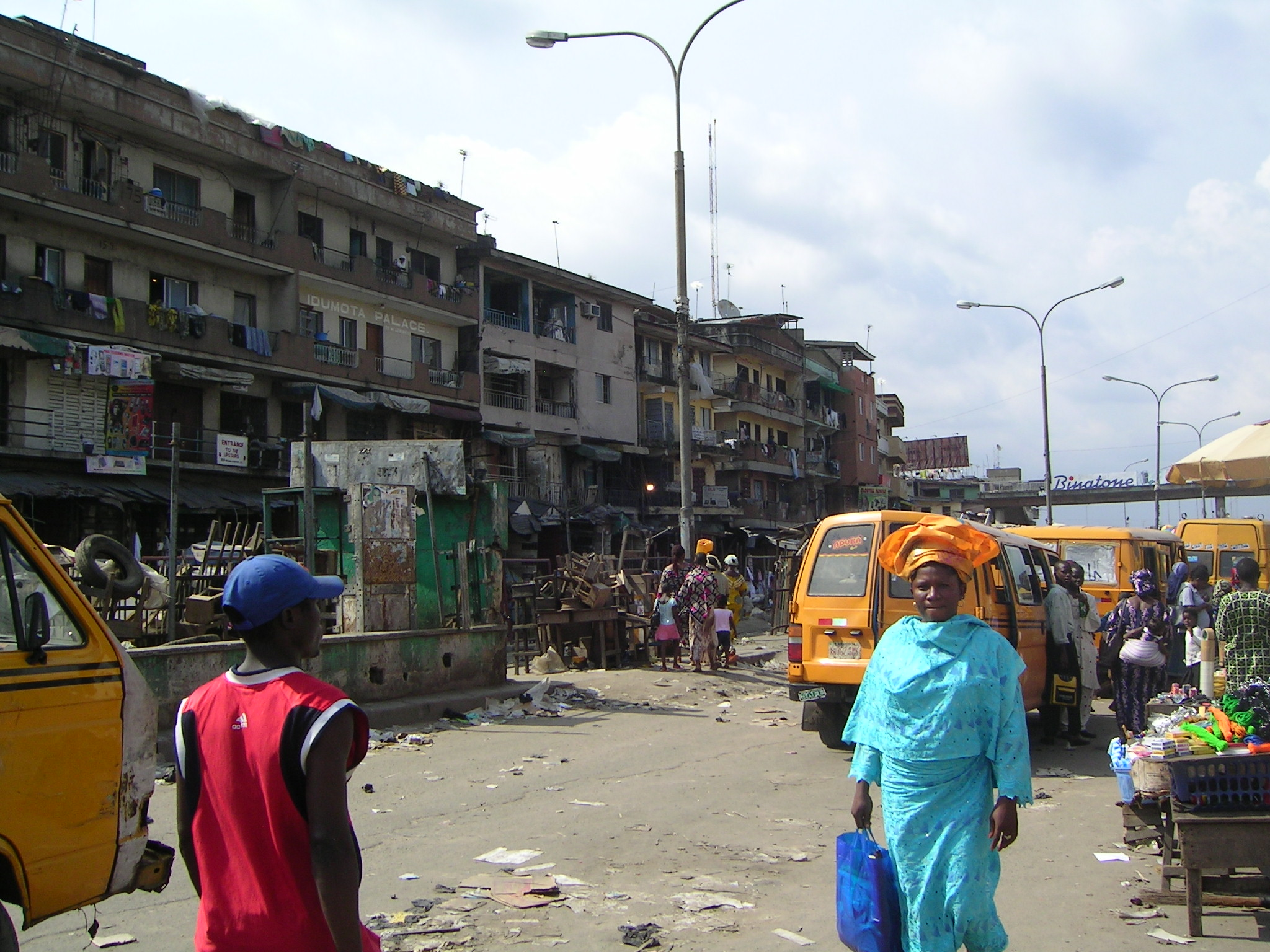
Лагос, Брод-стрит

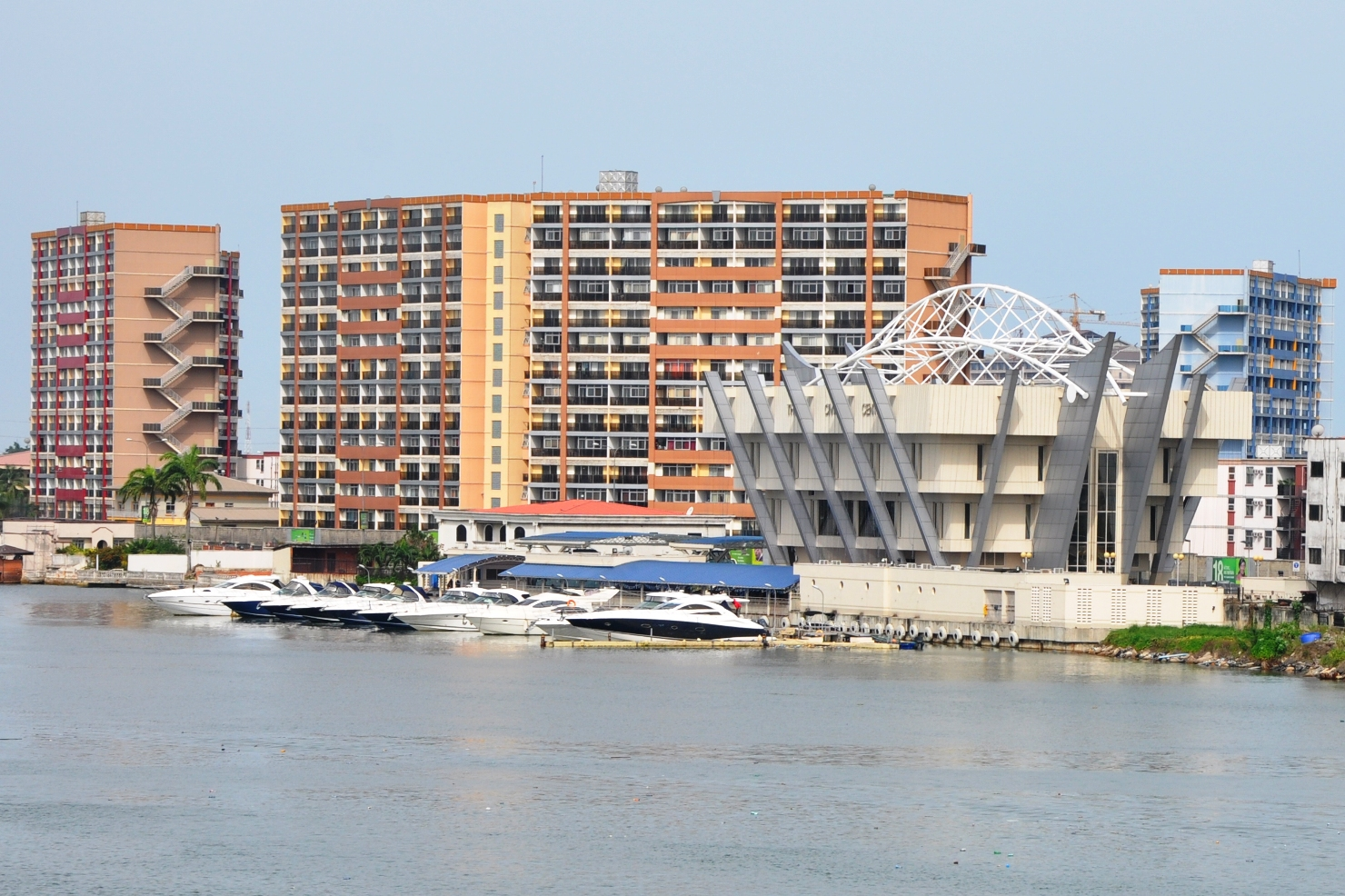
Дома состоятельных жителей Лагоса

На месте нынешнего города с древних времён было поселение племени йоруба. По мере освоения территории европейскими колонизаторами город стал центром работорговли. В 1841 году  Оба (король) Лагоса Акитое взошёл на трон в и запретил работорговлю. Работорговцы устроили бунт и устранили короля, возведя на трон его брата Косоко, Акитое вернулся из изгнания с англичанами, которые помогли ему вернуться на трон в 1851 году и снова запретить работорговлю.
Лагос был аннексирован как британская колония в 1861 году. В 1914 году был провозглашён столицей протектората. В 1960-1970-е годы город переживал бурный рост, перед войной в Биафре.

### Короли Лагоса
- King Ado
- King Gabaro (1720—1730)
- Erelu Kuti(female)
- King Ologun Kutere
- King Adele (1806—1813), (1834—1836)
- King Eshinlokun (1836—1841)
- Oba Idewu Ojulari
- King Oluwole
- King Akintoye
- Oba Kosoko

## География и климат
Город расположен на островах и на побережье залива Бенин (часть Гвинейского залива) Атлантического океана.
Климат Лагоса выраженный субэкваториальный. Выражен длинный сезон дождей с марта по июль, затем  небольшой промежуточный сухой сезон в августе, короткий сезон дождей с сентября по октябрь, и сухой сезон,(в течение которого осадки всё же выпадают, но существенно реже, со второй половины ноября по март.
| Показатель                                                           | Янв. | Фев. | Март | Апр. | Май  | Июнь | Июль | Авг. | Сен. | Окт. | Нояб. | Дек. | Год  |
| -------------------------------------------------------------------- | ---- | ---- | ---- | ---- | ---- | ---- | ---- | ---- | ---- | ---- | ----- | ---- | ---- |
| Абсолютный максимум, °C                                              | 33   | 35   | 37   | 38   | 33   | 35   | 31   | 31   | 30   | 32   | 32    | 32   | 38   |
| Средний суточный максимум, °C                                        | 32,2 | 33,2 | 32,9 | 32,2 | 30,9 | 29,3 | 28,2 | 28,3 | 28,9 | 30,3 | 31,4  | 31,8 | 30,8 |
| Средняя температура, °C                                              | 27,3 | 28,5 | 28,5 | 28,0 | 27,1 | 25,6 | 25,3 | 25,1 | 25,5 | 26,4 | 27,2  | 27,2 | 26,8 |
| Средний суточный минимум, °C                                         | 22,4 | 23,7 | 24,1 | 23,7 | 23,2 | 21,9 | 22,3 | 21,8 | 22,1 | 22,4 | 23,0  | 22,5 | 22,8 |
| Абсолютный минимум, °C                                               | 17   | 20   | 21   | 21   | 21   | 21   | 21   | 20   | 20   | 20   | 20    | 20   | 17   |
| Норма осадков, мм                                                    | 13   | 41   | 84   | 146  | 202  | 316  | 243  | 122  | 160  | 125  | 40    | 15   | 1507 |
| Температура воды, °C                                                 | 28   | 28   | 29   | 29   | 29   | 28   | 26   | 25   | 26   | 27   | 29    | 28   | 28   |
| Источник: Гонконгская обсерватория, Weatherbase, World Climate Guide |      |      |      |      |      |      |      |      |      |      |       |      |      |

## Административное деление и демография
Лагос не является отдельной административной единицей и, следовательно, не имеет собственно городской администрации. Городская территория Большого Лагоса на самом деле включает в себя 16 из 20 территорий местного самоуправления, которые входят в штат Лагос. Штат Лагос был образован 27 мая 1967 года в ходе реформы административного деления Нигерии, разделившей страну на 12 штатов. До этого муниципалитет Лагоса управлялся непосредственно федеральным правительством, в составе которого находилось министерство по делам Лагоса. Остальные 4 территории входят в штат Лагос, однако не относятся к метрополии Лагос. Муниципальный совет Лагос был расформирован в 1976 году, управление было отдано отдельным территориям. На материковой части за пределами Лагоса располагаются города-спутники и поселения, такие как Мушин, Икеджа, Агеге.
В начале 1970-х, в период нефтяного бума, Лагос пережил демографический взрыв, когда бурный экономический рост сопровождался колоссальным приливом населения из сельских районов. Это обусловило появление пригородных поселений и городков, которые образуют сегодня вместе с Лагосом так называемый «Большой Лагос».
| Районы местного самоуправления                                                                        | Площадь (в км²) | Население (Перепись 2006 года) | Плотность (чел. на км²) |
| Agege                                                                                                 | 11.2            | 459 939                        | 41 071                  |
| Ajeromi-Ifelodun                                                                                      | 12,3            | 684 105                        | 55 474                  |
| Alimosho                                                                                              | 185,2           | 1 277 714                      | 6 899                   |
| Amuwo-Odofin                                                                                          | 134,6           | 318 166                        | 2 364                   |
| Апапа (порт Лагоса)                                                                                   | 26,7            | 217 362                        | 8 153                   |
| Eti-Osa (крупнейший бизнес-центр Лагоса, бывшее месторасположение федерального правительства Нигерии) | 192,3           | 287 785                        | 1 496                   |
| Ifako-Ijaiye                                                                                          | 26,6            | 427 878                        | 16 078                  |
| Ikeja                                                                                                 | 46,2            | 313 196                        | 6 785                   |
| Kosofe                                                                                                | 81,4            | 665,393                        | 8 174                   |
| Lagos Island (исторический и торговый центр Лагоса)                                                   | 8,7             | 209 437                        | 24 182                  |
| Lagos Mainland                                                                                        | 19,5            | 317,720                        | 16 322                  |
| Mushin                                                                                                | 17,5            | 633 009                        | 36 213                  |
| Ojo                                                                                                   | 158,2           | 598 071                        | 3 781                   |
| Oshodi-Isolo                                                                                          | 44,8            | 621 509                        | 13 886                  |
| Somolu                                                                                                | 11,6            | 402 673                        | 34 862                  |
| Surulere                                                                                              | 23,0            | 503 975                        | 21 912                  |
| Метрополия Лагос                                                                                      | 999.6           | 7 937 932                      | 7 941                   |

В сегодняшние дни слово «Лагос» чаще всего относится к городской территории, называемой в Нигерии Метрополия Лагос, которая включает и острова, относившиеся к бывшему муниципалитету Лагоса, и пригороды на материке. Правительство штата Лагос ответственно за дороги, транспорт, снабжение электричеством и водой, здравоохранение и образование. В метрополии Лагос, как статистической единице, а не как административной, включающей в себя 16 областей, проживает 88 % населения штата Лагос. В деловом центре города построено много высотных зданий.
Несмотря на то, что Лагос больше не является столицей, он продолжает играть одну из важнейших ролей в жизни страны. В Лагосе находится Верховный суд штата Лагос, располагающийся на острове Лагос.

## Транспорт

### Автодороги
Уличная сеть Лагоса одна из крупнейших и загруженных в Западной Африке.. На севере Лагоса начинаются крупные автомагистрали Лагос — Ибадан и Лагос — Абеокута, на востоке Лагос — Бадагри.
Важность Лагоса как крупного коммерческого центра и его стратегически выгодное месторасположение обусловили то, что он является конечной точкой сразу трёх маршрутов Сети Трансафриканских автодорог: Автомагистраль Лагос — Момбаса (англ. Lagos–Mombasa Highway), Транссахарское шоссе, Трансзападно-африканская прибрежная магистраль (англ. Trans–West African Coastal Highway).
В городе действует система скоростного автобусного транспорта. Первая часть системы была завершена в феврале 2008 года. Предполагается, что на ней будут действовать 8 маршрутов, связывающих все части города,  она будет способна перевозить до 10 тысяч пассажиров в час по каждому направлению.

### Железнодорожный транспорт
Железнодорожный транспорт в стране не развит. Из Лагоса берёт начало один из двух главных железнодорожных путей страны: линия, соединяющая Лагос с заливом Бенин и с Нгуру (англ. Nguru) в штате Йобе. По факту, на начало 2013 года действующим по всей стране является лишь участок Лагос — Кано (Кано — второй по численности город в Нигерии).
В настоящее время в городе строятся сооружения для системы легкорельсового транспорта. Идея проекта была озвучена в начале двухтысячных губернатором Болой Тинуби, а официально строительство началось в декабре 2003 года. По замыслу система будет предусматривать две линии: красную и синюю. На строительство синей линии от залива до Ококомайко (Okokomaiko-Marina Blue Line) правительством города было выделено в 2008 году 70 миллионов ₦ с предположением завершить строительство в 2011 году . Однако строительство началось только в 2010 году. В декабре 2022 года завершена первая фаза строительства, а 24 января 2023 года она была официально введена в эксплуатацию.
Протяжённость линии составит 27,5 км, на ней будет расположено 13 станций. Путь будет занимать примерно 35 минут. Он будет осуществляться без пересечений с другими дорогами и без возможности случайного доступа пешеходов и средств передвижения.
В дальнейшем предполагается строительство второй ветки, красной, от залива до Агбадо.

### Паромы и водные перевозки

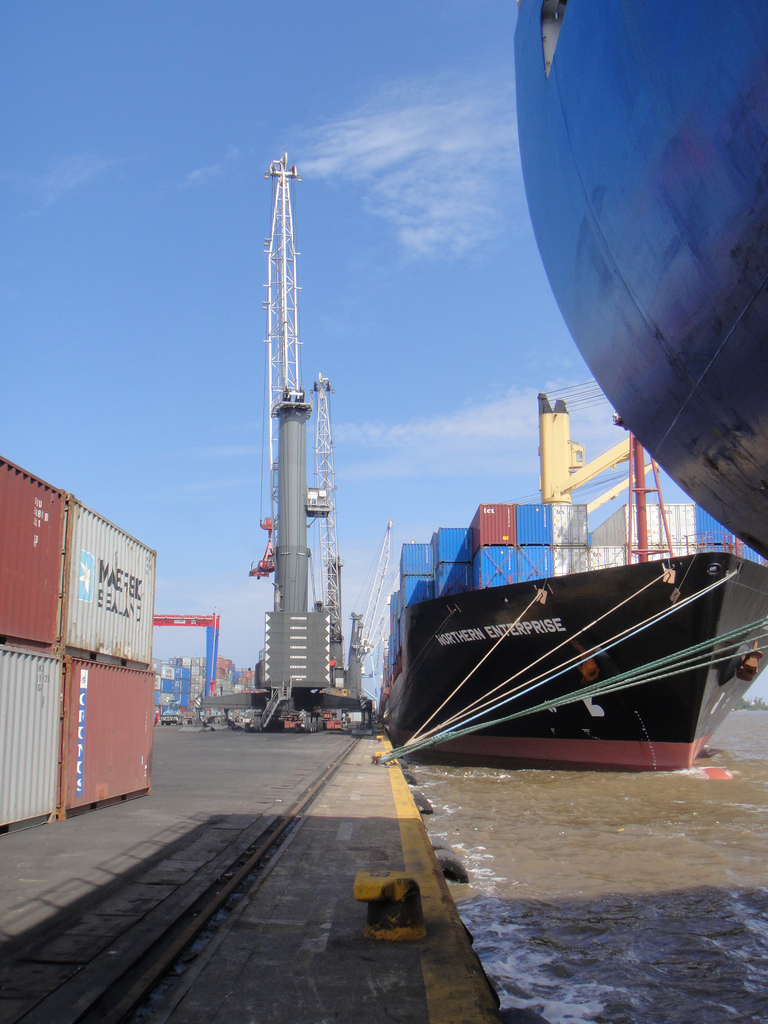
Порт Апапа

Несколько регулярных паромных маршрутов связывают остров Лагос с материком. Доставкой пассажиров по лагуне (англ. Lagos Lagoon) и протокам занимаются частные перевозчики.
В Лагосе расположен главный порт Нигерии, чей грузооборот составляет около 6 миллион тонн в год. Управление портом и перевозками возложено на Nigerian Ports Authority. Порт расположен в континентальной части города, в районе Апапа, площадь составляет 120 гектар. С ростом объёма водных перевозок, который заметно усилился с середины девятнадцатого века, встала проблема удобного доступа в лагуну Лагос. Постоянное изменение дна, когда перемещающиеся отмели на входе в лагуну не позволяли создать надёжную лоцию, создавало трудности для прибывающих кораблей. Также происходило постоянное изменение береговой линии (англ. Longshore drift) в ходе естественного перемещения наносов вдоль берега. Развитие портовой зоны началось на заре двадцатого века, когда в 1906 году началось строительство защитных молов и работы по углублению акватории. После проведения этих работ решено было заложить в Апапе порт. Первые причалы длиной примерно полкилометра появились в ходе строительства, начатого в 1921 году.
В 1948 году возможности порта были расширены за счёт возведения новых причальных стенок. В это же время территория порта была значительно расширена, появились площади под пакгаузы, хранилища и сортировочные станции. Во время гражданской войны 1967-1970 годов порты Нигерии были закрыты для международных перевозок и единственным работающим портом оставался порт Лагоса. В послевоенные годы, когда в страну хлынул поток грузов на восстановление промышленности и новое строительство, порт оказался перегружен. Старые неэффективные методы транспортировки с использованием малообъёмной тары (бочки, ящики, бутыли) не позволяли проводить быстрый грузооборот. Применять крупногабаритную тару, контейнеры, не позволяла транспортная инфраструктура — дороги и мосты страны не были приспособлены под такие грузы. Всё это потребовало кардинальных мер по перестройке комплекса портовых сооружений и обеспечения связи портовой зоны с городом и страной в целом. Принятые меры, а также строительство новых портов (находящийся рядом с Апапой порт острова Тин Кэн, Порт-Харкорт, порт в Калабаре) позволило разгрузить Апапские причалы.
Контейнерный терминал порта Апапа в настоящее время крупнейший в стране и способен вмещать до 32 тысяч TEU. Длина терминала 1 километр.

### Авиаперевозки

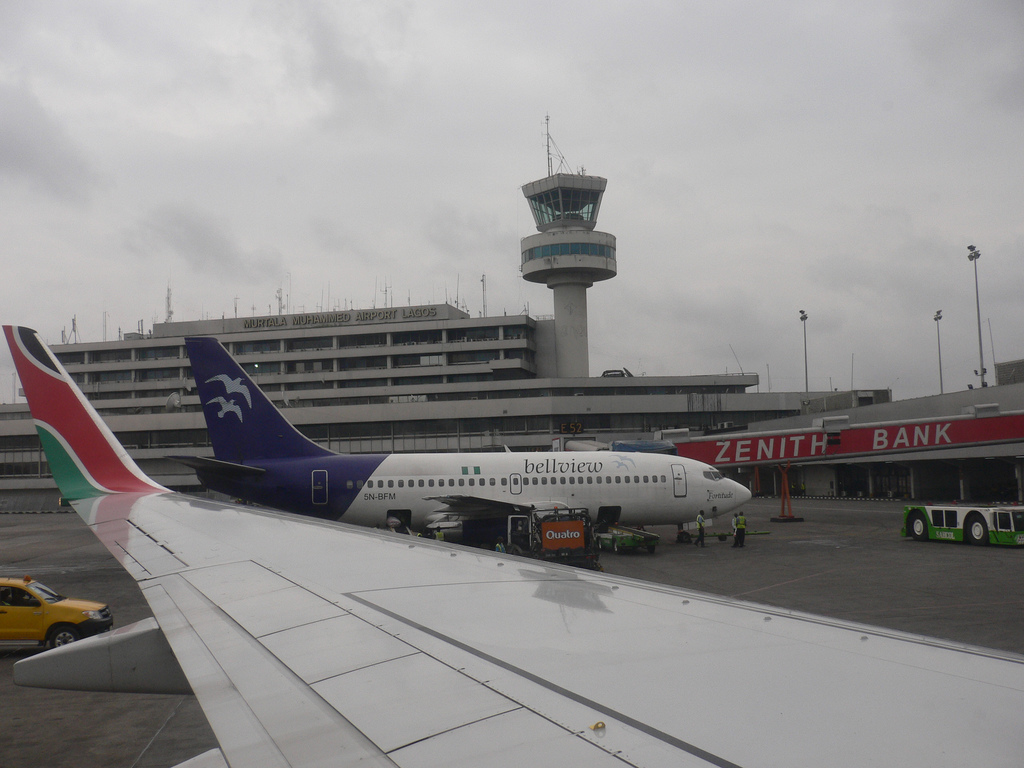
Международный аэропорт имени Мурталы Мохаммеда

Лагос обслуживает международный аэропорт имени Мурталы Мохаммеда, один из крупнейших аэропортов в Африке и главные международные воздушные пассажирские ворота Нигерии. Аэропорт расположен в северном пригороде Икедже и имеет терминалы для внутренних и международных линий. Аэропорт обеспечивает почти пятьдесят процентов всех воздушных перевозок Нигерии, причём большинство международных воздушных рейсов осуществляется отсюда. Аэропорт был построен во время Второй мировой войны. В послевоенные годы в Икедже разместилась главная база авиакомпании West African Airways Corporation (англ. West African Airways Corporation), основанная правительством Британской Западной Африки. На перевозках внутри страны использовались самолёты De Havilland Dove, а позднее Douglas C-47 Skytrain. После обретения независимости компания перешла Нигерии и стала называться Nigeria Airways. Аэропорт был расширен в середине 1970-х и получил имя Мурталы Мухаммеда. В конце двадцатого века аэропорт считался небезопасным в силу повышенной криминальности. После прихода к власти в стране в 1999 году Олусегуна Обасанджо ситуация в аэропорту нормализовалась.
Nigeria Airways прекратила деятельность в 2003 году. В настоящее время флагманской авиакомпанией Нигерии является Air Nigeria. С начала двухтысячных годов пассажиропоток через аэропорт увеличился более чем в два раза, в 2011 году он достигал около 7 миллионов человек в год.
Аэропорт недавно подвергся модернизации наряду со строительством нового терминала.

## Экономика
В Лагосе сосредоточена примерно половина промышленности Нигерии.
В Лагосе находится Нигерийская фондовая биржа, торги начаты в 1961 году, в 1977 году получила нынешнее название.

## Культура
Лагос известен по всей Африке как центр музыкальной культуры. В городе идёт бурная ночная жизнь, и в нём зародился ряд местных музыкальных стилей, таких как сакара, нигерийский хип-хоп, хайлайф, джуджу, фуджи и афробит.
Лагос также является центром нигерийской киноиндустрии, которую часто называют «Нолливудом», по аналогии с Голливудом. Рынок Идумота на острове Лагосе является основным распределительным центром кинопродукции. Многие фильмы снимаются в лагосском районе Фестаке, где проходил международный фестиваль африканского искусства 1977 года.
Одним из наиболее знаковых событий культурной жизни является ежегодный Лагосский карнавал.
В Иганму находится Национальный театр искусств, главный центр исполнительских искусств Нигерии.
В Лагосе гастролировали многие всемирно известные музыканты и певцы, такие как Джеймс Браун (1970 год), Шон Пол, Snoop Dogg, 50 Cent, Эйкон, Ja Rule, Ашанти, Ашер, Шэгги, Ар Келли, особенно во время Star Mega Jam, Шакира, Джон Ледженд, Boyz II Men, T-Pain, Брайан Макнайт, Jay-Z, Мэри Блайдж, Бейонсе, Брэнди Норвуд, Сиара, Кери Хилсон, Лорин Хилл и другие.
Пол Маккартни записал свой пятый сольный альбом Band on the Run в студии EMI в Лагосе в августе-сентябре 1973 года.

## Образование

### Университеты
- Лагосский университет[англ.][41];
- Pan Africa University[42];
- Лагосский государственный университет[англ.][43];
- Cetep University[44];

## Спорт
В городе базируется футбольный клуб «Юлиус Бергер». На Национальном стадионе в Лагосе до постройки нового сооружения в Абудже выступала сборная Нигерии по футболу.

## Города-побратимы
- Атланта, США
- Брюссель, Бельгия
- Бухарест, Румыния
- Белу-Оризонти, Бразилия
- Гэри, США
- Котону, Бенин
- Тэгу, Южная Корея
- Монтего-Бей, Ямайка
- Ньюкасл-апон-Тайн, Великобритания
- Нюрнберг, Германия
- Олимпия, Греция
- Порт-оф-Спейн, Тринидад и Тобаго
- Раанана, Израиль
- Рио-де-Жанейро, Бразилия
- Сальседо[исп.], Доминиканская Республика
- Зальцбург, Австрия
- Тайбэй, Тайвань
- Тбилиси, Грузия
- Тулуза, Франция
- Фукуока, Япония